# 沃尔特·丹尼森
沃尔特·丹尼森（英語：Walter Denison，1870年11月10日—1954年10月2日），新西兰男子草地滚球运动员。他曾代表新西兰参加1938年大英帝国运动会草地滚球比赛，获得一枚金牌。